# Koralle
Koralle (Bekon-Koralle AG) är en schweizisk tillverkare av sanitära produkter. Bolaget grundades under namnet Bekon AG 1975 av Hettich för försäljning av möbelbeslag. 1976 började bolaget sälja produkter under varumärket Koralle till VVS-handeln i Schweiz. Produktion av duschväggar upptas i Dagmersellen. 1991 såldes Koralle av Hettich till AB Gustavsberg.